# N-폼일메티오닌
N-폼일메티오닌(영어: N-formylmethionine, fMet, HCO-Met, For-Met)은 폼일기가 아미노기에 첨가된 메티오닌의 유도체이다. 특히 세균 및 세포소기관에서 단백질 합성을 개시하는 데 사용되며 번역 후에 제거될 수 있다.
N-폼일메티오닌은 세균, 미토콘드리아, 엽록체의 단백질 합성에 중요한 역할을 한다. N-폼일메티오닌은 진핵세포의 유전자가 번역되는 진핵생물의 세포질에서의 단백질 합성에는 사용되지 않는다. 고세균은 N-폼일메티오닌을 사용하지 않는다. 인체에서 N-폼일메티오닌은 면역계에 의해 이물질 또는 손상된 세포에서 방출되는 경보 신호로 인식되어 잠재적인 감염에 맞서 싸우도록 신체를 자극한다.

## 단백질 합성 과정에서의 기능
N-폼일메티오닌은 세균에서 단백질 합성의 시작 잔기이며, 결과적으로 합성되는 폴리펩타이드의 N-말단에 위치하게 된다. N-폼일메티오닌은 mRNA에 위치한 개시코돈인 5'-AUG-3'와 결합할 수 있는 안티코돈인 3'-UAC-5'를 가지고 있는 특이적 tRNA(tRNAfMet)에 의해 30S 리보솜-mRNA 복합체로 전달된다. 따라서 N-폼일메티오닌은 메티오닌과 동일한 코돈에 의해 암호화된다. 또한 AUG는 번역 개시코돈이가도 하다. 세균은 개시코돈에 대응하는 아미노산으로 메티오닌 대신 N-폼일메티오닌을 사용하며, 합성되는 펩타이드 사슬에서 첫 번째 아미노산이 된다. 동일한 코돈이 나중에 mRNA에 나타나면, 일반적인 메티오닌이 사용된다. 많은 생물들이 이러한 기본적인 메커니즘의 변형들을 이용한다.
메티오닌에 대한 폼일기의 첨가 반응은 메티오닐-tRNA 폼일트랜스퍼레이스에 의해 촉매된다. 이러한 변동성은 메티오닌이 아미노아실-tRNA 합성효소에 의해 tRNAfMet에 결합된 후에 수행된다.
메티오닌 자체는 tRNAfMet 또는 tRNAMet에 결합할 수 있다. 그러나 트랜스폼일레이스는 메티오닌이 tRNAMet가 아닌 tRNAfMet에 결합되어 있는 경우에만 메티오닌에 폼일기를 첨가하는 반응을 촉매한다.
N-말단의 N-폼일메티오닌은 두 가지 효소 반응에 의해서 숙주 단백질 및 재조합 단백질의 대부분에서 제거된다. 먼저, 펩타이드 디폼일레이스는 N-폼일메티오닌을 탈폼일화하여, 메티오닌으로 전환시킨다. 그런 다음 메티오닐 아미노펩티데이스가 사슬로부터 잔기를 제거한다.
사람을 포함한 진핵생물의 미토콘드리아와 식물의 엽록체도 N-폼일메티오닌으로 단백질 합성을 개시한다. 미토콘드리아와 엽록체가 세균과 같이 N-폼일메티오닌으로 단백질 합성을 개시한다는 점은 세포 내 공생설을 뒷받침하는 증거이다.

## 면역학과의 관련성
N-폼일메티오닌은 세균에 의해 생성된 단백질에 존재하지만 진핵생물에 의해 생성된 단백질에는 존재하지 않기 때문에(세균으로부터 유래한 세포소기관은 제외), 면역계는 이를 이용해 자기와 비자기를 구별할 수 있다. 다형핵 세포는 N-폼일메티오닌으로 시작하는 단백질에 결합할 수 있으며, 이를 이용해 혈액의 백혈구를 유인한 다음 식균작용과 같은 살균 활성을 자극할 수 있다.
N-폼일메티오닌은 미토콘드리아와 엽록체에 의해 만들어진 단백질에 존재하기 때문에 최근의 이론에서는 N-폼일메티오닌을 면역계가 자기와 비자기를 구별하는 데 사용할 수 있는 분자로 보지 않는다. 대신 N-폼일메티오닌을 함유하고 있는 올리고펩타이드와 단백질은 손상된 조직의 미토콘드리아 뿐만 아니라 손상된 세균에 의해 방출되는 것으로 보이며, 따라서 면역의 위험 모델에서는 논의된 바와 같이 "경보" 신호로 간주한다. 원형의 N-폼일메티오닌 함유 올리고펩타이드는 N-폼일메티오닌-류실-페닐알라닌(FMLP)으로 이들은 세포의 폼일 펩타이드 수용체 1(FPR1) 및 폼일 펩타이드 수용체 2(FPR2) 및 폼일 펩타이드 수용체 3(FPR3)와 결합하여 백혈구 및 다른 세포들을 활성화시킨다. 이러한 수용체들을 통해 작용하는 N-폼일메티오닌 함유 올리고펩타이드와 단백질은 선천성 면역 체계의 일부이다. 이들은 급성 염증 반응을 개시하는 역할을 하지만 다른 조건에서는 이러한 반응을 억제하고 해결하는 역할을 한다. N-폼일메티오닌을 함유하고 있는 올리고펩타이드 및 단백질은 다른 생리학적 반응 및 병리학적 반응에서도 기능한다.

## 같이 보기
- 메티오닌
- 아미노아실-tRNA 합성효소
- 폼일 펩타이드 수용체 1
- 폼일 펩타이드 수용체 2
- 폼일 펩타이드 수용체 3